# Eskişehir (tỉnh)
Tỉnh Eskişehir (tiếng Thổ Nhĩ Kỳ: Eskişehir ili, nghĩ là phố cổ) là một tỉnh ở tây bắc Thổ Nhĩ Kỳ. Các tỉnh giáp ranh là: Bilecik về phía tây bắc, Kütahya về phía tây, Afyon về phía tây nam, Konya về phía nam, Ankara về phía đông, và Bolu về phía bắc. Tỉnh lỵ là Eskişehir. Hầu hết các tỉnh được đặt tại Vùng Trung tâm Anatolia. Các phần phía bắc của quận Mihalıççık và các phần của Mihalgazi và Sarıcakaya nằm ở Vùng Biển Đen và một trong số đó thuộc Vùng Aegean.
Eskişehir là một tỉnh cổ xưa, có nền văn hóa phát triển. Dân số tỉnh này là khoảng 700.000. Eskişehir có 2 trường đại học: Đại học Eskişehir Osmangazi ESOGU, và Đại học Anadolu, là những trường đại học lớn nhất Thổ Nhĩ Kỳ với một số văn phòng chi nhánh tại châu Âu.

## Quận

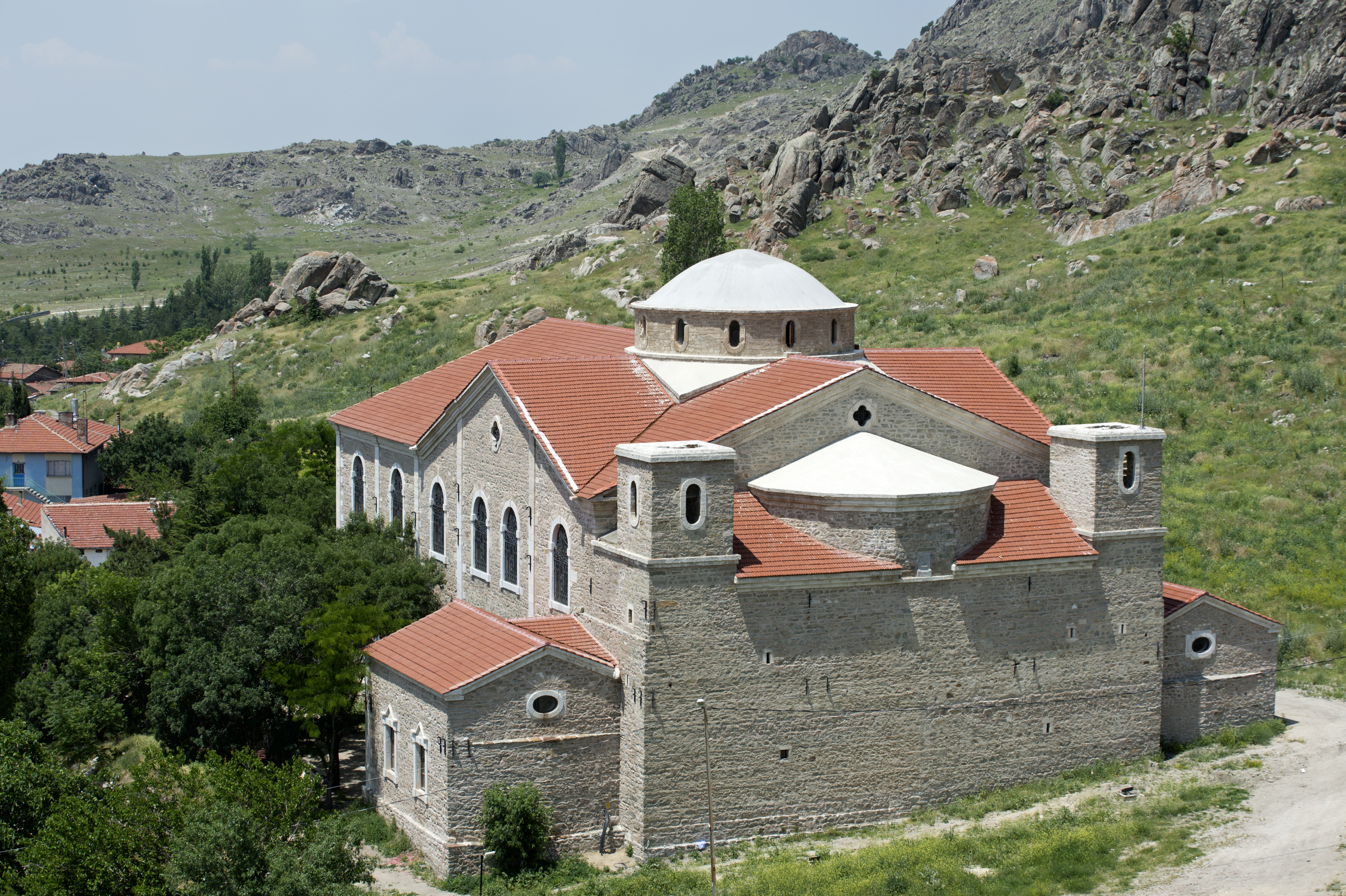
Nhà thờ Chúa ba ngôi Sivrihisar ở Sivrihisar.

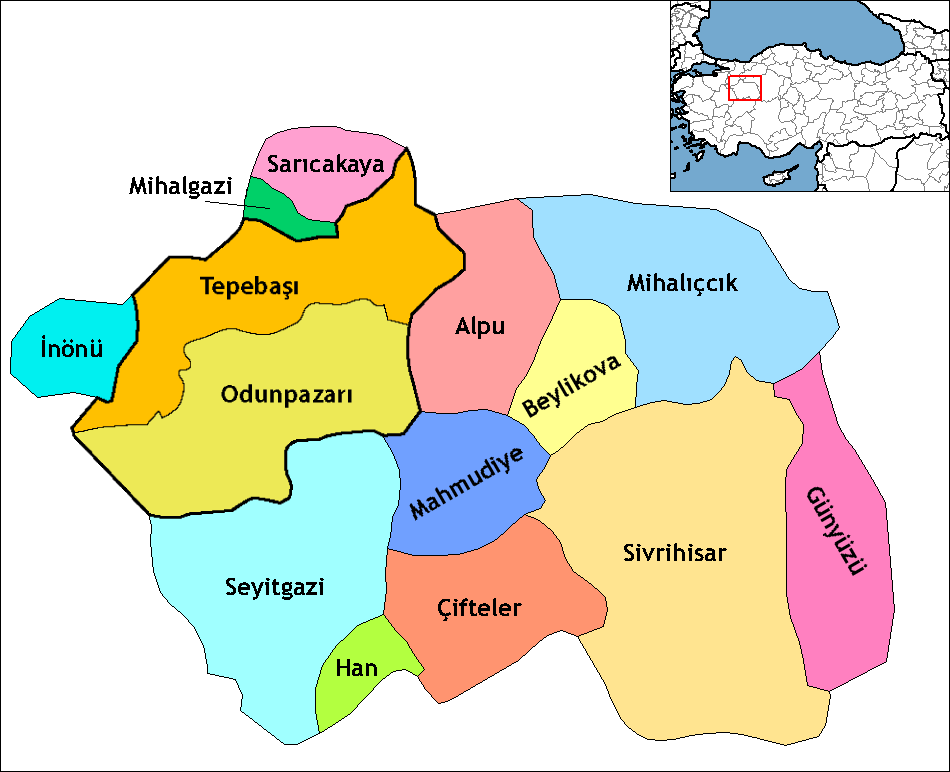
Các huyện của tỉnh Eskişehir

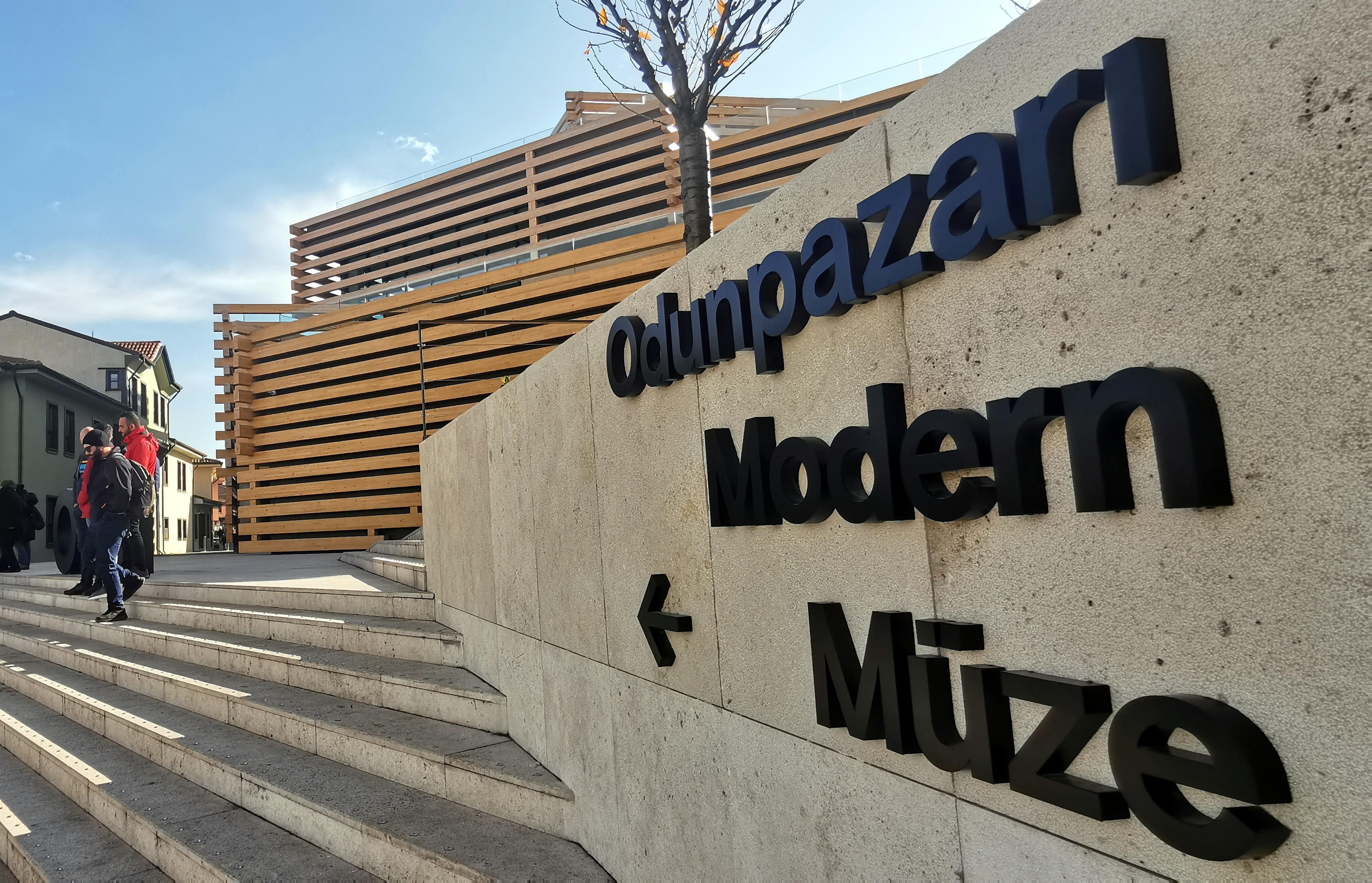
Eskişehir là thủ phủ của tỉnh.

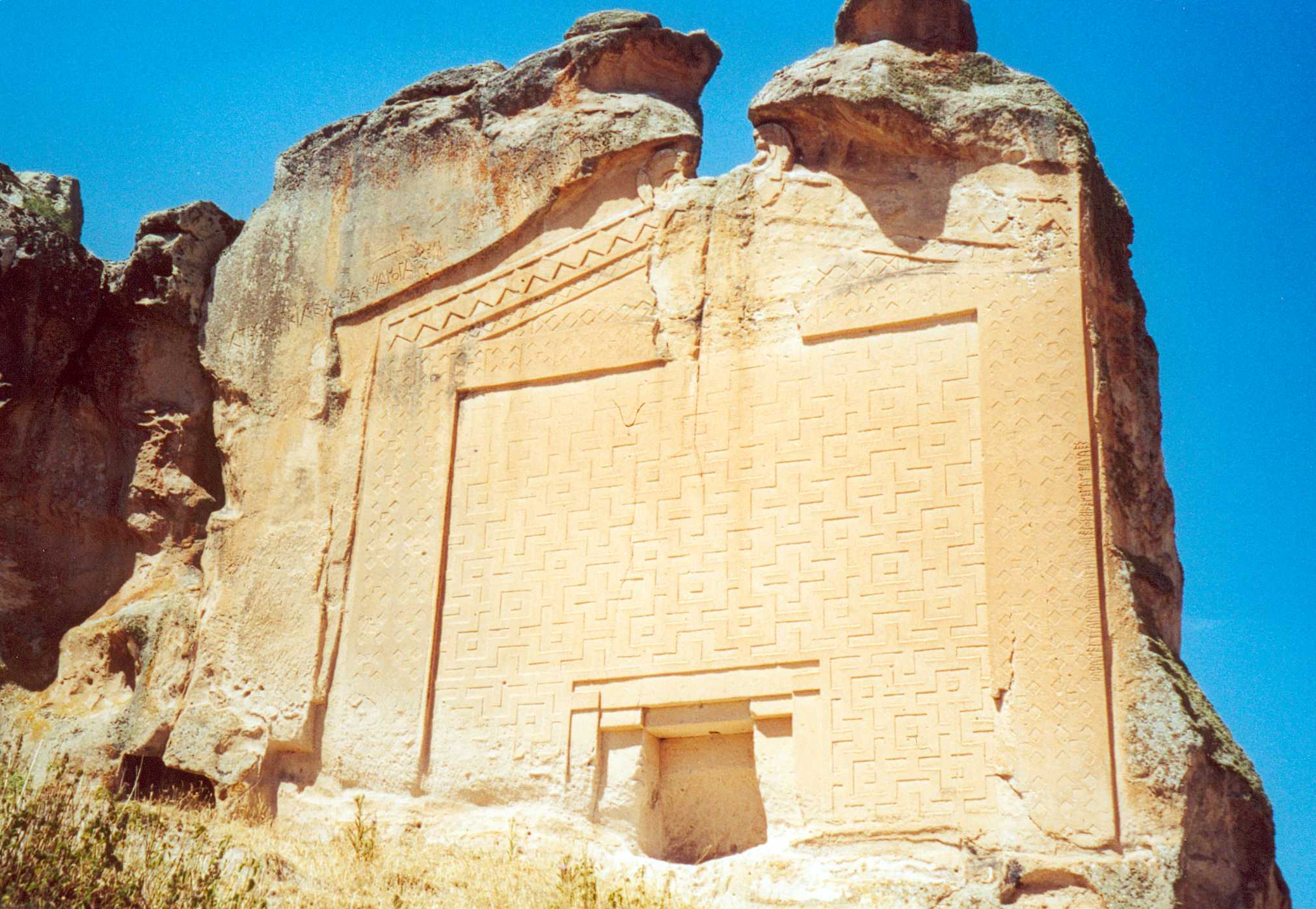
Lăng Midas ở Yazılıkaya, Eskişehir

Tỉnh Eskişehir chia thành 14 quận, hai trong số đó nằm trong đô thị lớn hơn Eskişehir (in đậm).

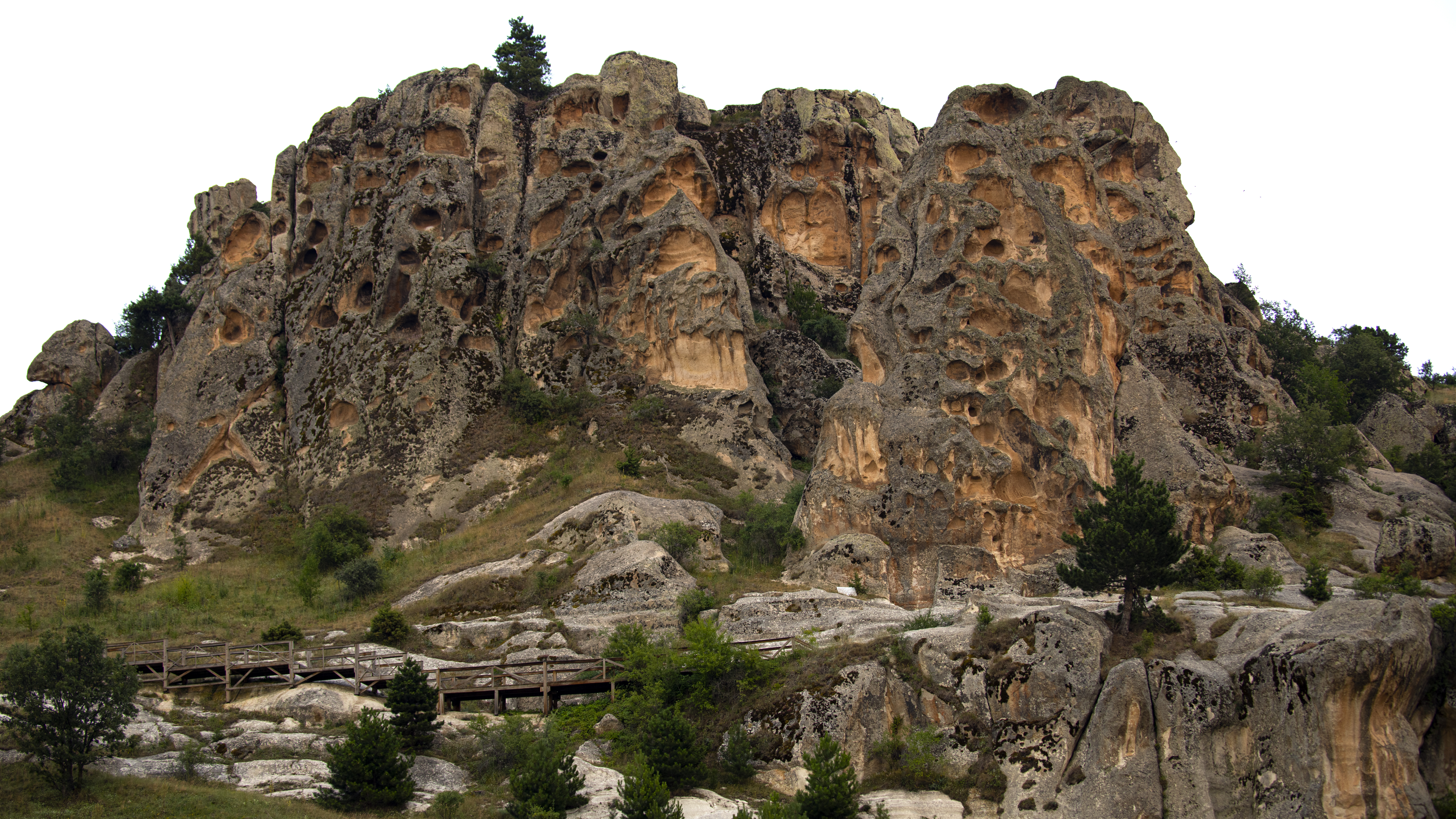
Ống khói có hình dạng như đá hình thành trong Yazılıkaya, Eskişehir.

- Odunpazarı
- Tepebaşı
- Alpu
- Beylikova
- Çifteler
- Günyüzü
- Han
- İnönü
- Mahmudiye
- Mihalgazi
- Mihalıççık
- Sarıcakaya
- Seyitgazi
- Sivrihisar

## Nhân khẩu học

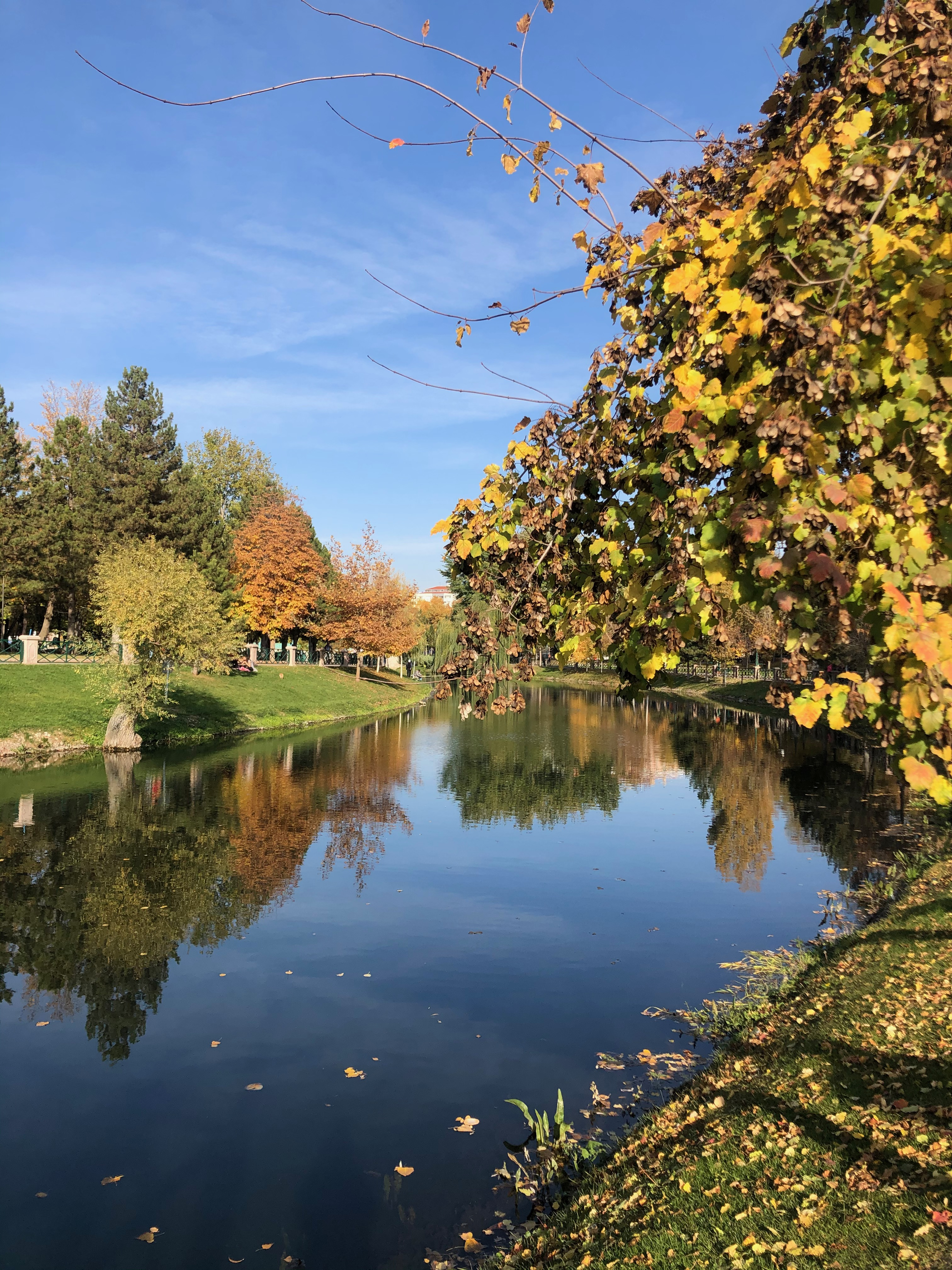
Sông Porsuk trong Công viên Kanlikavak.

Dân số của Eskişehir có tỷ lệ biết chữ cao, lên đến 99%. Trong và xung quanh thành phố có nhiều trường đại học và cơ sở quân sự. Sinh viên kỹ thuật Thổ Nhĩ Kỳ tập trung tại các trường đại học Eskişehir. Các vấn đề về cơ sở hạ tầng đã được giải quyết một phần vào năm 2004 với việc xây dựng hệ thống xe điện.

Eskisehir và các thành phố lân cận là khu vực định cư chính của con cháu những người sáng lập Đế chế Ottoman, khoảng 1000 năm trước. Nhiều ngôi làng trong tỉnh mang tên của các bộ lạc/gia tộc Thổ Nhĩ Kỳ từ thời đó. Một số người ở thành phố Eskişehir truy tìm nguồn gốc gia đình của họ từ Crimea và Caucasus. Ngoài ra còn có con cháu của những người nhập cư Thổ Nhĩ Kỳ từ Balkans chạy trốn chiến tranh và đàn áp.

## Meerschaum
Eskişehir nổi tiếng quốc tế vì là nơi có Meerschaum, một loại đá có bọt trắng được sử dụng trong tẩu hút thuốc với các hình chạm khắc chi tiết. Nó được gọi là lületaşı trong tiếng Thổ Nhĩ Kỳ.

## Khám phá khảo cổ học
Tháng 8 năm 2019, các nhà nghiên cứu do Giáo sư Murat Türkteki đứng đầu đã thông báo về việc phát hiện ra hai bộ xương có niên đại khoảng 5.000 năm trong cùng một quan tài ở khu định cư Küllüoba vào Thời đại đồ đồng sớm. Các nhà khai quật cho rằng một trong những bộ xương là một bé gái 13 tuổi và người kia là một người đàn ông ở độ tuổi tầm cuối 30.
Tháng 8 năm 2020, các nhà khảo cổ do Giáo sư Murat Türktaki đứng đầu đã tiết lộ một bảng màu 5.000 năm tuổi làm bằng đá ở quận Seyitgazi tại địa điểm Küllüoba. Theo Türktaki, bảng màu này dùng để sơn các món ăn.
Tháng 3 năm 2021, việc phát hiện ra quan tài bằng đá cẩm thạch cao 1,5 mét và rộng 33 cm ở quận Seyitgazi tại địa điểm Küllüoba đã được các công nhân thành phố báo cáo trong lúc xây dựng công trình.